# Batalla de Kili
La Batalla de Kili fue un enfrentamiento militar librado en 1299 entre las fuerzas del Sultanato de Delhi y el Kanato de Chagatai, con victoria de las primeras.
En 1296 llega al trono de Delhi, el sultán Alaudín con apoyo de su hermano Ulugh Khan y su general Zafar Khan. Por entonces, el Kan Duwa deseaba invadir el norte del subcontinente indio, una primera incursión en Punjab durante 1292 fue derrotada. En respuesta, en 1296 y 1297 el sultán atacó las tierras mongolas. 
En 1298 un ejército de supuestamente 100.000 mongoles al mando de Kadar invade el sultanato. El sultán envió a su hermano y su general para detenerlos en Jalandhar, pero como Zafar se llevó el crédito de la victoria el sultán empezó a desconfiar de él.
Una nueva invasión mongol se produce al año siguiente, esta vez a cargo del príncipe Qutlugh Khwaja, hijo de Dawa. El sultán salió a enfrentarlo en persona, con su hermano liderando su flanco izquierdo y su general el derecho. Zafar consiguió envolver al ala izquierda enemiga, pero el sultán decidió no auxiliarlo y dejó que fuera rodeado y muerto. Los mongoles vencieron pero esa noche iniciaron su retirada.